# Kidderminster
Kidderminster kisváros az Egyesült Királyságban, az angliai Worcestershire-ben. Mintegy 25 kilométerre fekszik Birmingham központjától, délnyugati irányban.

## Fekvése
A települést átszeli úgy a Stour folyó, mint a Staffordshire és Worcestershire-csatorna.

## Története
A Kidderminster körüli területeket először a husmerek (angolszász törzs) lakták. A törzset először az úgynevezett Ismere oklevél (angolul: Ismere Diploma) említi, amely szerint Æthelbald merciai király „tíz bőr értékű földet” adományozott Cynebehrtnek. Így alakult ki Stour-in-Usmere települése, amely a későbbiekben területi viták tárgyát képezte. Ezekre végül Offa merciai király tett pontot, visszaállítva Heathored püspök jogait. Ennek eredményeként alapították meg az első kolostort (angolul: minster). A Kidderminster név először 1086-ban a Domesday Bookban jelenik meg Chedeminstre alakban. Ekkor I. Vilmos angol király hatalmas birtokához tartozott a szomszédos tizenhat településsel együtt (Bristitune, Fastochesfeld, Franche, Habberley, Hurcott, Mitton, Oldington, Ribbesford, Sudwale, Sutton, Teulesberge, Trimpley, Wannerton és Wribbenhall). A 12-13. században neve előfordult Kedeleministre és Kideministre alakban, ezt követően a Kidereministre alak volt népszerű, egészen a 16. századig, amikor megkapta ma is használatos nevét.
1156 és 1162 között II. Henrik angol király a birtokot helytartójának, Manasser Bisetnek ajándékozta és a település előbb vásárvárossá (1228), majd piaccá (1240) fejlődött ki.

## Főbb látnivalói
- St Mary's and All Saints plébániatemplom
- St John the Baptist-templom
- Caldwall Castle

## Híres kidderminsteriek
- Richard Baxter
- Peter Collins
- Robert Hamer
- Rowland Hill
- John Wyer

## Testvértelepülései
- Husum  Németország